# Новза (станция метро)
«Новза» (узб. Novza) — станция Ташкентского метрополитена.
Пущена в эксплуатацию 6 ноября 1977 года в составе первого участка Чиланзарской линии : «Сабир Рахимов» — «Октябрьской Революции».
Расположена между станциями : «Мирзо Улугбек» и «Миллий бог».

## История
Изначально носила название «Хамза» (узб. Hamza) в память узбекского, советского поэта — «Хамзы Хакимзаде Ниязи».
Переименована решением главы администрации Ташкента 16 июня 2015 года.
«Новза» — историческое название данной местности.

## Характеристика
Станция : односводчатая, мелкого заложения с двумя подземными вестибюлями.

## Оформление
Вестибюли и платформенный зал перекрыты единым сводом.
Стены облицованны мрамором светлых тонов с декоративной резьбой в виде сталактитов, опоясывающих путевые стены станции.
Погруженные в свод светильники, в виде шестигранных сот, создают светящийся рисунок на потолке.
Декоративное панно из флорентийской мозаики посвящено революционной тематике (художники : Ш. Абдурашидов, А. Бухарбаев).